# Вен (Нідерланди)
Вен (нід. Veen) — село в нідерландській провінції Північний Брабант. Входить до муніципалітету Алтена.
Його площа становить 3,48 км², а населення станом на 2021 рік складало 2 980 осіб.
До 1973 року мало статус окремого муніципалітету.

## Галерея

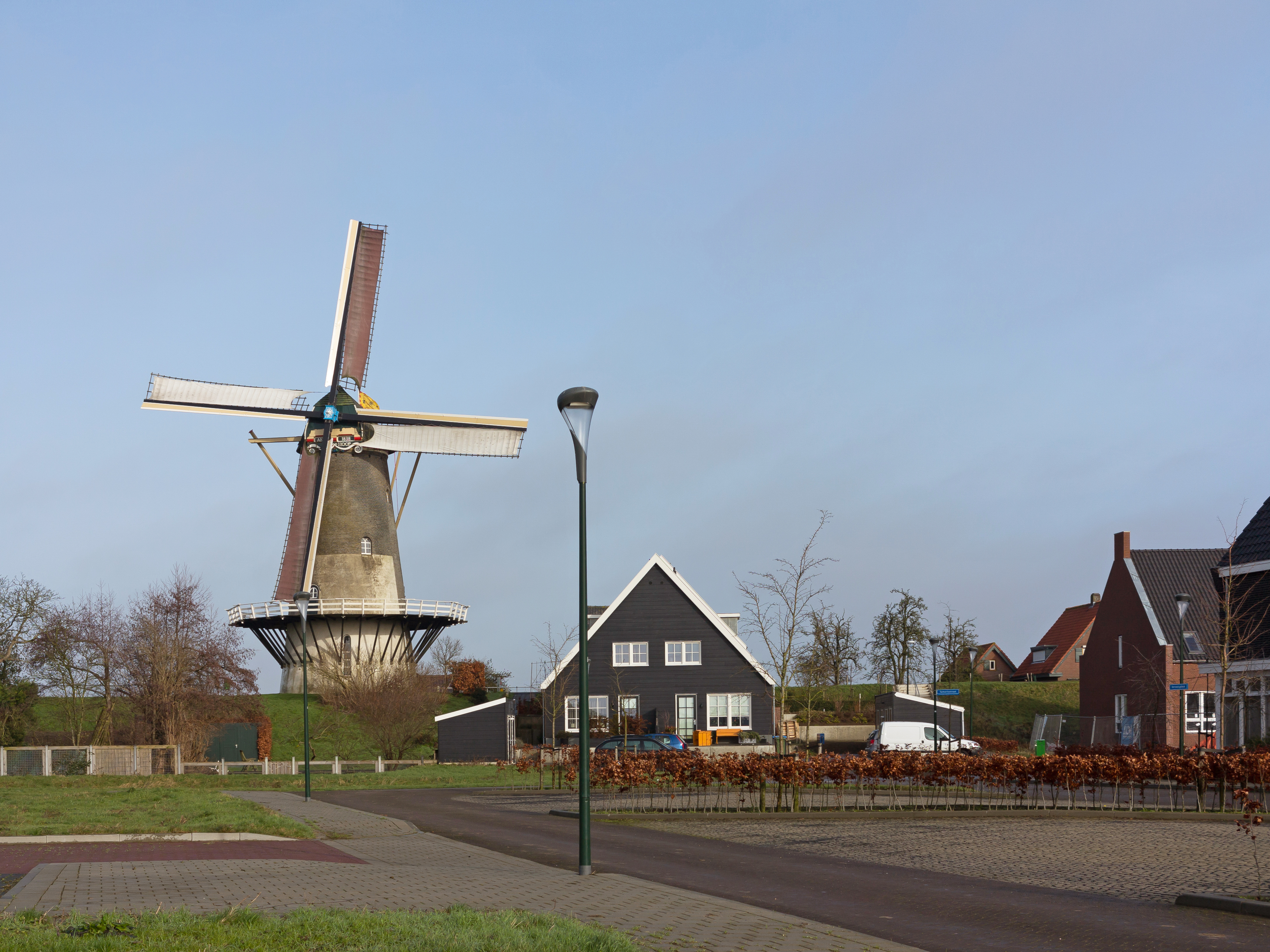
Вітряк de Hoop у Вені
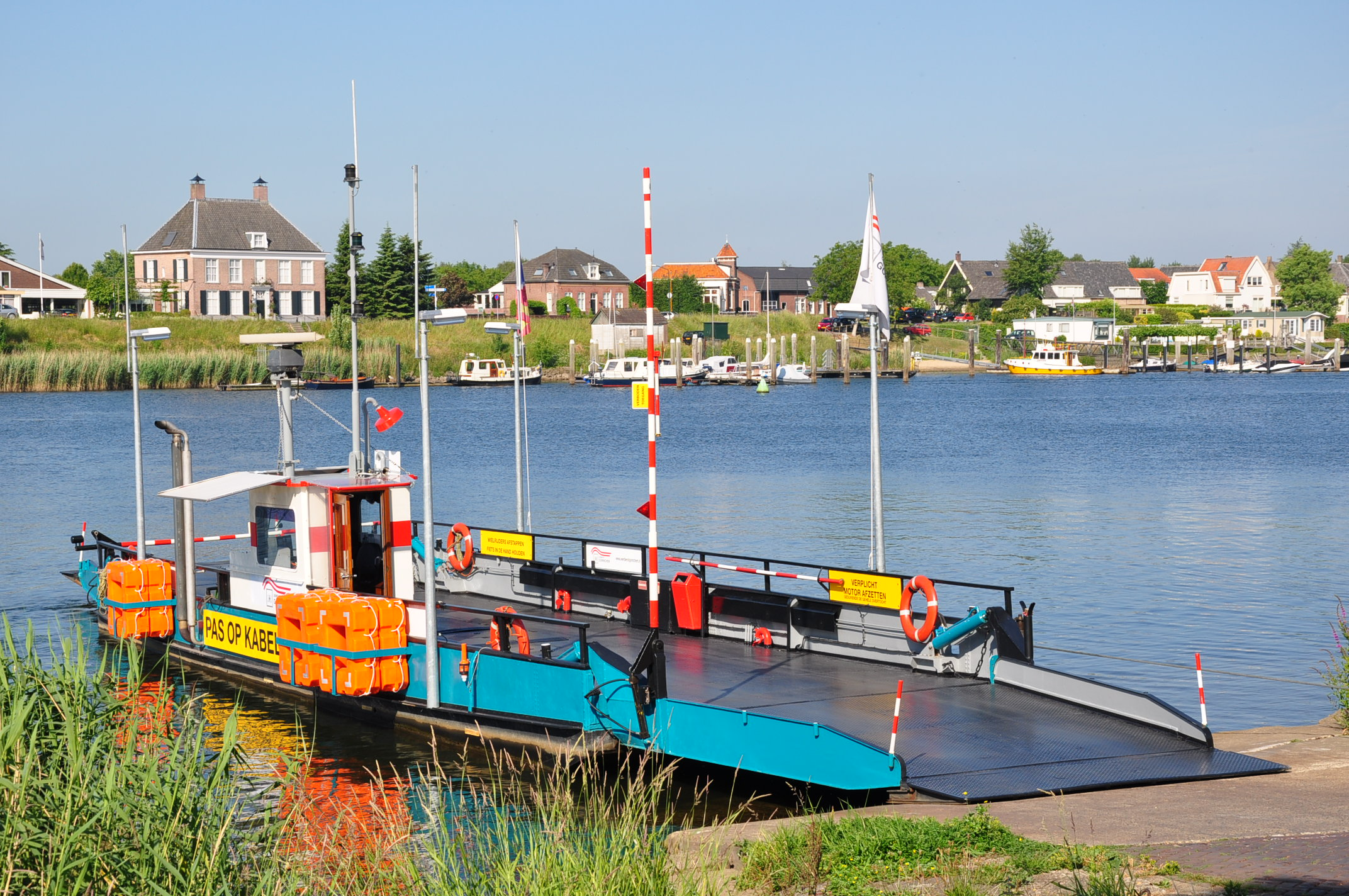
Вид на село